# Alles mit Gott und nichts ohn' ihn
Alles mit Gott und nichts ohn' ihn (BWV 1127) is een aria gecomponeerd door Johann Sebastian Bach.
Deze strofische aria is in mei 2005 ontdekt door de Duitse muziekonderzoeker Michael Maul. Het betrof een tot dan toe onbekend manuscript van Bach dat zich in de bibliotheek van hertogin Anna Amalia te Weimar bevond. Om deze reden heeft de aria een hoog BWV-nummer (anno 2006 zelfs het hoogste nummer als meest recent ontdekt werk van Bach, totdat het orgelstuk ‘Wo Gott der Herr nicht bei uns Halt’ (BWV 1128) werd ontdekt in 2008.
Het gaat om een gelegenheidswerk dat Bach in 1713 gecomponeerd heeft bij de 52e verjaardag van zijn broodheer Wilhelm Ernst. Deze graaf had Bach in dienst als hoforganist tussen 1708 en 1717. De aria is gebaseerd op de lijfspreuk van de hertog, Omnia cum Deo et nihil sine eo (iedereen met God en niemand zonder hem). De twaalf coupletten werden bij elkaar gerijmd door dominee Johann Anthon Mylius uit Buttstädt. Het is de enige strofische aria die van Bach bekend is. Elk vers wordt begeleid door de basso continuo en onderbroken door een strijkersritornello.

## Bezetting
- Sopraan-solo
- Strijkers
- Basso continuo

## Uitgever
- Bärenreiter, 2005, Facsimile-uitgave plus cd (waarop John Eliot Gardiner dirigeert) in samenwerking met Bach Archive Leipzig, ISBN 3-7618-1870-X

cantates · motetten · missen · oratoria en passies · vierstemmige koralen · liederen en aria's · orgelwerken · klavecimbelwerken · kamermuziek · orkestwerken · overige werken